# Architektura hojsalska

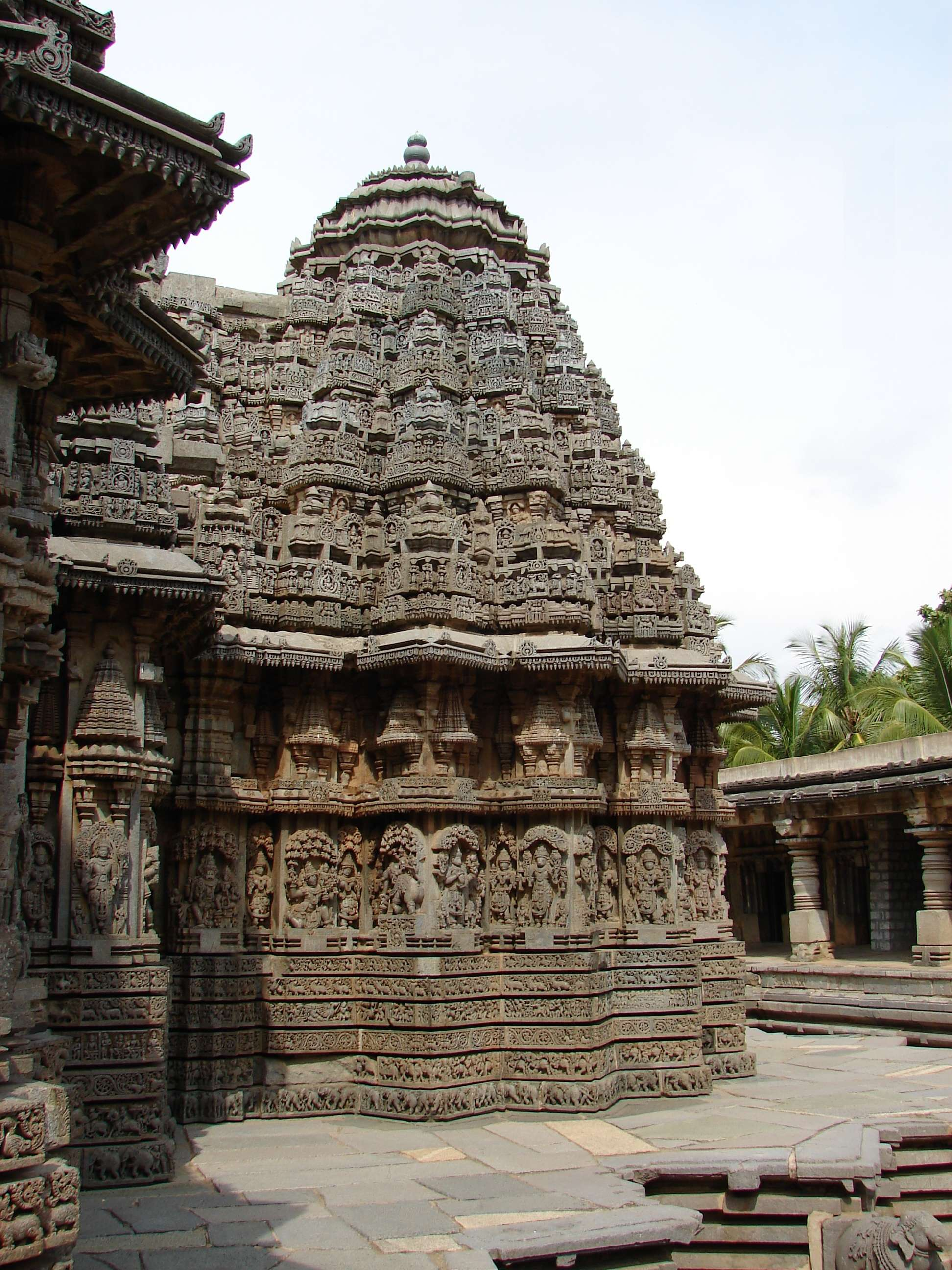
Świątynia w Somanathapura

Architektura hojsalska (kannada :ಹೊಯ್ಸಳ ವಾಸ್ತುಶಿಲ್ಪ) – styl w architekturze indyjskiej powstały pod rządami dynastii Hojsala pomiędzy XI a XIV w. n.e. z głównymi ośrodkami na terenie dzisiejszego stanu Karnataka. Świątynie budowano na planie gwiaździstym, z wieloma niezależnymi sanktuariami, każde z nich posiadało dach w formie piramidy. Zewnętrzne mury pokrywano w całości ciągami delikatnych rzeźb fryzowych. Podstawa dachu oparta na wspornikach o kobiecych kształtach zwanych madanika. Wnętrze opiera się na dużej ilości pierścieniowo żłobionych kolumn, często również dodatkowo pokrytych rzeźbami. Światło wpuszczają do środka ażurowe kamienne okna, zwane dźali.